# 풍산로 (하남 서울)
풍산로(豊山路)는 경기도 하남시 풍산동 황산사거리에서 서울특별시 강동구 강일동 미사대로를 잇는 왕복 2차선 도로이다.

## 유래
- 한울길 : 서울특별시 강동구 강일동에서 가장 큰 길

## 역사
- 2009년 7월 10일 : 한울길(현 미사대로 - 강일지구, 1.3 km)과 황산들목길(강일지구 - 황산사거리, 1.1 km)이 풍산로(3.4 km)로 통합되었다.

## 구간
경기도 하남시
황산사거리
서울특별시 강동구
미사대로 - 강동중학교 - 강일지구 - 고덕로 종점